# Lillers
Lillers és un municipi francès situat al departament del Pas de Calais i a la regió dels Alts de França. L'any 2007 tenia 9.875 habitants.

## Demografia

### Població
El 2007 la població de fet de Lillers era de 9.875 persones. Hi havia 3.905 famílies de les quals 1.139 eren unipersonals (352 homes vivint sols i 787 dones vivint soles), 1.125 parelles sense fills, 1.280 parelles amb fills i 361 famílies monoparentals amb fills.
La població ha evolucionat segons el següent gràfic:
Habitants censats

### Habitatges
El 2007 hi havia 4.371 habitatges, 4.013 eren l'habitatge principal de la família, 34 eren segones residències i 323 estaven desocupats. 3.735 eren cases i 543 eren apartaments. Dels 4.013 habitatges principals, 2.300 estaven ocupats pels seus propietaris, 1.610 estaven llogats i ocupats pels llogaters i 104 estaven cedits a títol gratuït; 97 tenien una cambra, 187 en tenien dues, 482 en tenien tres, 1.132 en tenien quatre i 2.115 en tenien cinc o més. 2.442 habitatges disposaven pel capbaix d'una plaça de pàrquing. A 1.867 habitatges hi havia un automòbil i a 1.239 n'hi havia dos o més.

### Piràmide de població
La piràmide de població per edats i sexe el 2009 era:
| Homes | Edats   | Dones |
| ----- | ------- | ----- |
| 8     | 95 o +  | 4     |
| 4     | 90 a 94 | 56    |
| 52    | 85 a 89 | 152   |
| 48    | 80 a 84 | 120   |
| 152   | 75 a 79 | 216   |
| 188   | 70 a 74 | 280   |
| 196   | 65 a 69 | 228   |
| 168   | 60 a 64 | 180   |
| 200   | 55 a 59 | 184   |
| 300   | 50 a 54 | 320   |
| 276   | 45 a 49 | 308   |
| 312   | 40 a 44 | 384   |
| 384   | 35 a 39 | 376   |
| 316   | 30 a 34 | 296   |
| 400   | 25 a 29 | 376   |
| 302   | 20 a 24 | 348   |
| 345   | 15 a 19 | 328   |
| 400   | 10 a 14 | 392   |
| 364   | 5 a 9   | 304   |
| 280   | 0 a 4   | 224   |

## Economia
El 2007 la població en edat de treballar era de 6.380 persones, 4.305 eren actives i 2.075 eren inactives. De les 4.305 persones actives 3.581 estaven ocupades (2.001 homes i 1.580 dones) i 724 estaven aturades (342 homes i 382 dones). De les 2.075 persones inactives 499 estaven jubilades, 628 estaven estudiant i 948 estaven classificades com a «altres inactius».

### Ingressos
El 2009 a Lillers hi havia 4.047 unitats fiscals que integraven 9.939 persones, la mediana anual d'ingressos fiscals per persona era de 14.467 €.

### Activitats econòmiques
Dels 370 establiments que hi havia el 2007, 1 era d'una empresa extractiva, 15 d'empreses alimentàries, 2 d'empreses de fabricació de material elèctric, 17 d'empreses de fabricació d'altres productes industrials, 29 d'empreses de construcció, 105 d'empreses de comerç i reparació d'automòbils, 20 d'empreses de transport, 24 d'empreses d'hostatgeria i restauració, 1 d'una empresa d'informació i comunicació, 19 d'empreses financeres, 26 d'empreses immobiliàries, 28 d'empreses de serveis, 44 d'entitats de l'administració pública i 39 d'empreses classificades com a «altres activitats de serveis».
Dels 90 establiments de servei als particulars que hi havia el 2009, 1 era una comissaria de policia, 1 oficina d'administració d'Hisenda pública, 1 oficina del servei públic d'ocupació, 1 gendarmeria, 1 oficina de correu, 7 oficines bancàries, 2 funeràries, 10 tallers de reparació d'automòbils i de material agrícola, 2 tallers d'inspecció tècnica de vehicles, 2 autoescoles, 2 paletes, 3 guixaires pintors, 7 fusteries, 6 lampisteries, 4 electricistes, 3 empreses de construcció, 14 perruqueries, 3 veterinaris, 8 restaurants, 6 agències immobiliàries, 2 tintoreries i 4 salons de bellesa.
Dels 59 establiments comercials que hi havia el 2009, 5 eren supermercats, 1 un supermercat, 1 una botiga de més de 120 m², 5 fleques, 9 carnisseries, 17 botigues de roba, 2 botigues d'equipament de la llar, 4 sabateries, 2 botigues d'electrodomèstics, 4 botigues de mobles, 1 una botiga de material de revestiment de parets i terra, 2 joieries i 6 floristeries.
L'any 2000 a Lillers hi havia 37 explotacions agrícoles que ocupaven un total de 1.128 hectàrees.

## Equipaments sanitaris i escolars
El 2009 hi havia 1 un hospital de tractaments de llarga durada, 1 centre de salut, 4 farmàcies i 2 ambulàncies.
El 2009 hi havia 4 escoles maternals i 6 escoles elementals. A Lillers hi havia 2 col·legis d'educació secundària, 1 liceu d'ensenyament general i 1 liceu tecnològic. Als col·legis d'educació secundària hi havia 943 alumnes, als liceus d'ensenyament general n'hi havia 702 i als liceus tecnològics 320.

## Poblacions més properes
El següent diagrama mostra les poblacions més properes.